# Tamarixia arboreae
Tamarixia arboreae är en stekelart som först beskrevs av Graham 1979.  Tamarixia arboreae ingår i släktet Tamarixia och familjen finglanssteklar. Inga underarter finns listade i Catalogue of Life.